# Pokémon XD: Gale of Darkness
Pokémon XD: Gale of Darkness (Pokémon XD: Yami no Kaze Dark Lugia i Japan) är titeln på ett spel som ingår i media-franchisen Pokémon, utvecklat av Genius Sonority. Spelet är avsett för spelkonsolen GameCube. 

## Handling
Pokémon XD utspelar sig i regionen Orre, fem år efter föregångaren Pokémon Colosseum. Den onda organisationen Team Cipher har återigen börjat sprida terror i Orre, och spelaren ikläder sig rollen som den unge man som måste rädda regionen från Team Cipher.
Spelet går ut på att fånga så kallade Shadow Pokémon med hjälp av en maskin som kallas för "Snag Machine", som låter användaren fånga andra människors pokémon. Det är sedan spelarens uppdrag att rena dessa Shadow Pokémon, vars hjärtan har blivit stängda, och besegra den onda organisation som utsätter pokémon för dessa hemskheter.

## Relaterade artiklar
- Pokémon Colosseum
- Pokémon (spelserie)